# نایدنشتاین
نایدنشتاین (به آلمانی: Neidenstein) یک شهر در آلمان است که در راین-نکار-کرایس واقع شده‌است.
 نایدنشتاین  ۱٬۸۲۴ نفر جمعیت دارد.